# Костёл Святого Антония Падуанского и монастырь бернардинцев (Могилёв)
Костёл св. Антония Падуанского и монастырь бернардинцев — бывший костёл, существовавший в Могилёве в XVI — XX веках.

## История

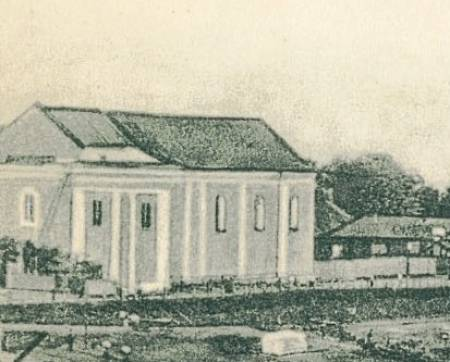
Закрытый в 1865 году царскими властями костёл. Храм стоит без разрушенных в XIX веке башен (здание было превращено в архив).

Он был основан в 1687 году на пожертвование речицкого егеря Федора Ржавуского на берегу Днепра.
В 1702 году был построен первый деревянный костёл св. Антония. В 1708 году костёл сгорел, а в 1720-х годах на его месте был построен новый каменный костёл.
В 1864 г. монастырь был упразднён, в 1872 году здесь располагался центральный архив судебных дел.
Здания были разрушены во время Великой Отечественной войны. В 1957 году остатки костёла были разобраны. Часть фундамента сохранилась.

## Архитектура

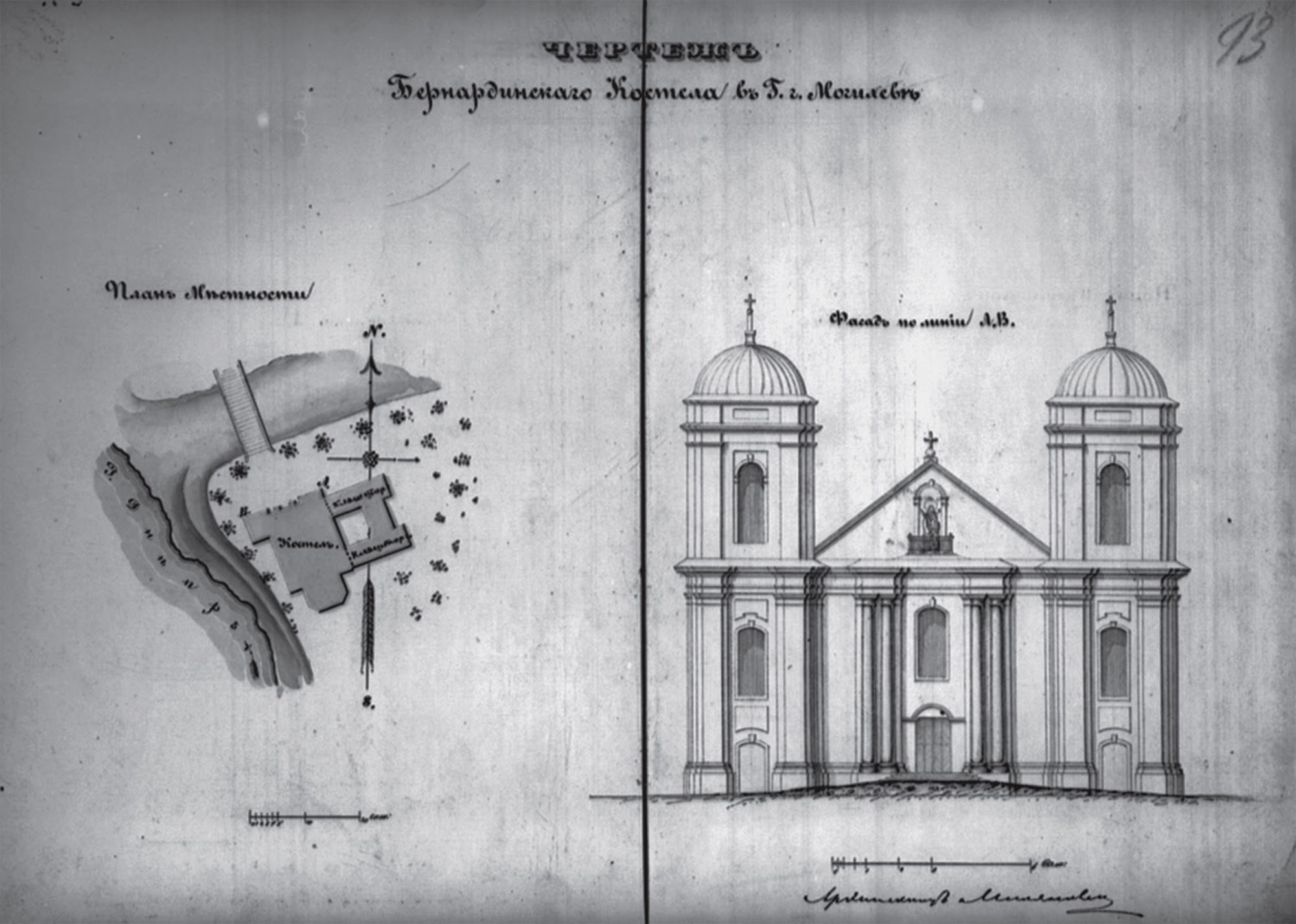
Размерный чертёж, 1860-е гг. Архитектор Владислав Миляновский

Костёл Святого Андрея однонефный, прямоугольный в плане. Неф переходил в чуть более узкий вытянутый пресвитерий, завершённый трёхгранной алтарной апсидой. Главный фасад обрамляли две небольшие прямоугольные башни (в западной башне была лестница). В XVIII веке к церкви с севера был пристроен прямоугольный объём с двумя двухъярусными башнями (в восточной башне была лестница), который заканчивался куполами. Неф и пресвитерий были покрыты единой крышей, торец которой был прикрыт фигурным фронтоном со стороны главного фасада. Ритм боковых фасадов создавали прямоугольные окна и арочные торцы-лопасти. К храму с востока примыкал П-образный двухэтажный корпус коридорной планировки.